# Ellen Spencer Mussey

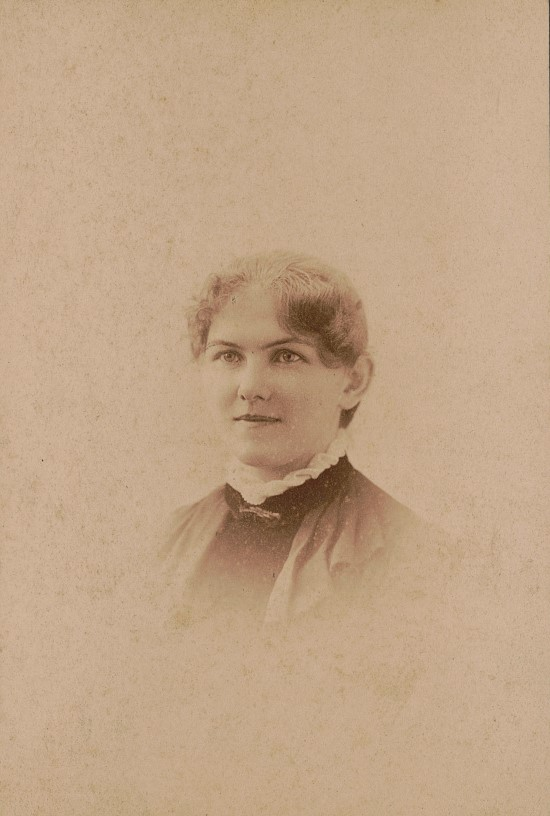
Ellen Spencer Mussey.

Ellen Spencer Mussey, född 13 maj 1850 i Geneva, Ohio, död 21 april 1936 i Washington, D.C., var en amerikansk advokat.
Mussey undervisade kvinnor i juridik då de vägrades tillträde till Columbia College och startade även sitt eget Washington College of Law. Hon var en aktiv suffragett, ordförande i National Council of Women och verkade för lagstiftning beträffande egendomsrätt, kvinnors ställning och medborgarrätt.